# Ризниця (спілка)
«Ризниця» — торговельна спілка з обмеженою порукою для виробу й продажу церковних речей у Самборі.
Заснована 1893 р. заходами о. Т. Ріпецького (він і перший гол. дир. «Ризниці») і о. Ф. Рабія. Централя «Ризниці» побудувала у Самборі будинок, у якому містилися робітня, магазини і крамниця. «Ризниця» мала філії у Львові, Перемишлі та Станиславові. Була членом засновником Крайового Союзу Кредитового у 1898 р. у Львові. 1939 ліквідована більшовиками.